# Acacia vestita
Acacia vestita là một loài thực vật có hoa trong họ Đậu. Loài này được Ker. Gawl. miêu tả khoa học đầu tiên.
Đây là loài bản địa New South Wales, Úc. 

## Mô tả =
Acacia vestita cao tới khoảng 3 mét (9,8 ft) và đường kính 3 m. Nó ra hoa từ khoảng tháng 8 đến tháng 10. Nó có thể được nhân giống bằng hạt, theo đó, lần đầu tiên nó có thể được ngâm trong nước nóng để thấm qua lớp phủ hạt cứng trước khi trồng.
Acacia vestita được trồng trong ngành trồng trong các khu vườn, và phổ biến ở California để làm cảnh quan khu vực khô hạn.

## Hình ảnh

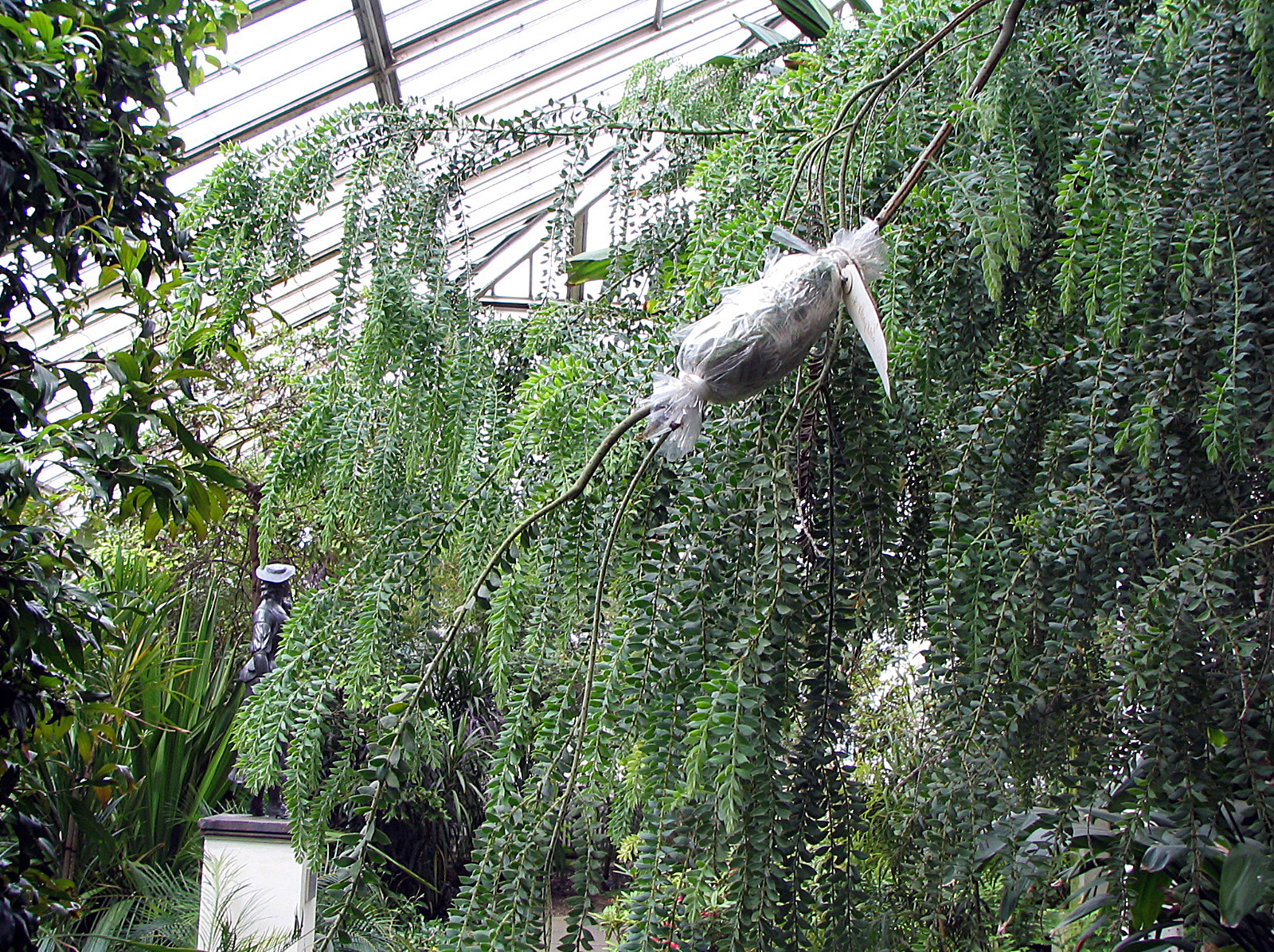